# Hús és vér (Csillagkapu)

## Ismertető
| Figyelem: Itt a Csillagkapu 10. évadjának cselekményét vagy a végkifejletet is olvashatod. |

Vala Mal Doran egy Ori hajón megszüli kislányát, és a szülés után kézbe szeretné  venni. Ekkor megjelenik egy Hírnök, és elmondja Vala-nak, hogy ő egy Orici-t szült, akinek 
az lesz a feladata, hogy leigázza a Tejútrendszer világait is, őt fogja majd követni az egész világ. Ezután a négy Ori hajó megnyit egy hipertér-ablakot, és eltűnik.
Carter alezredes még mindig az Ori szuperkapu mellett lebeg egy szkafanderben, és rádión  próbál segítséget kérni. Mitchell hallja meg, aki a Korolev pusztulása előtt nem sokkal még  el tudott menekülni egy F-302-sel, de a robbanás szele elkapta gépét, és elájult. Cameron  elmondja, hogy szerinte Daniel  meghalt a robbanáskor. Ekkor Emerson ezredes jelentkezik az Odüsszeia fedélzetéről, de még nem tudja felvenni  Sam-et, mert a csatában szerzett sérüléseket javítják a hajón. Carternek már csak néhány órára elegendő oxigénje maradt az űrruhában.
Teal'c vizuális kapcsolatot hoz létre az Odüsszeiával, és Amerson megkérdi tőle, hogy tudna  -e a Goa'uld cirkálón menekülteket fogadni. Elmondja, hogy az Odüsszeia létfenntartó rendszere már túlterhelt a sok menekülttől, ám ekkor Teal'c-et meglövik egy Zat-tel, és rövid csata után elsötétül a Ha'tak adása. Teal'c-et a Lucian szövetség támadta meg, és börtöncellába zárják.
Eközben Mitchell és Emerson arról tanácskozik, hogy miért hagytak túlélőket az Ori-k, amikor rövid idő alatt elsöpörték az ellenük kiálló haderőt. Cameron megjegyzik, hogy az Ori-nak tanúkra van szüksége, akik elviszik a vesztes csata hírét szerte a galaxisban, ezzel is előkészítve számukra a talajt. Emerson elmondja, hogy 6 embert sikerült átsugározni a Korolev pusztulása előtt a hajóról, de nem volt köztük Daniel.
Netan, a Lucian Szövetség vezetője vizuális kapcsolatot nyit az Odüsszeia-val. Megadásra szólít fel, Mitchell értetlenkedésére elmondja, hogy szerinte a földiek azért rángatták bele a Szövetséget a harcba, hogy ezzel is gyengítsék erejüket.
Az Ori hajón Vala követeli, hogy láthassa lányát. Engedélyezik számára, de amikor behozzák, az alig pár órás kislány helyett egy kb. 4 éves gyerek jelenik meg. Az Orici meggyógyítja anyja szülés utáni fájdalmait, és elmondja, hogy bár érzi, hogy Vala nem hivő, de ő majd segít megtalálni az igaz utat.
Carter a kapu mellett lebegve elmondja, hogy szerinte a Lucian hajó is elég rossz állapotban van. Cameron az javasolja, hogy az Odüsszeia távolodjon lőtávolon kívülre, valószínűleg Netan fenyegetése csak blöff.
A CSK bázisra megérkezik Bra'tac, és elmondja, hogy a csata rosszul alakult. Landry mentőcsapat kiküldetését szervezi az esetleges túlélők megsegítésére. Ez alatt Az Odüsszeián Kvasir, az Asgard operátor a transzport-sugár helyreállításán dolgozik, de a transzportálási kísérletek nem sikeresek.  Ekkor Mitchell a hajóval Carter mellé manőverez, és az Asgard a mesterséges gravitáció változtatásával sikeresen a dokkoló egységbe érkezteti Sam-et.
Cameron elmeséli Samnek, hogy a Korolev feketedoboza szerint a robbanás előtt aktiválták a transzportgyűrűket is. A hajón azt tervezték, hogy atombombát küldenek a legközelebbi Ori hajóra a gyűrűkkel, mert a transzport-sugár ellen védelmet talált az ellenség. Az atombomba elküldése előtt kapta azonban a végzetes lövést a Korolev, s bár az Odüsszeián nem tudják, a bomba helyett Daniel tudott csak belépni a gyűrűk alá, s sikeresen átmenekült az egyik Ori hajóra.
A CSK bázison Woolsey látogatást tart  Landry-nél, és elmondja, hogy az atlantiszi ZPM visszahozatalát tervezik a Földre. Landry szerint ez ugyanúgy bolondság, mint az NFB többi munkája. Véleménye szerint, ha lenne a Föld közelében űrhajónk, akkor is hetekig tartana egy út az Atlantiszról oda-vissza, ráadásul nem garantált, hogy az antarktiszi bázis hatékony lenne az Orival szemben.
Az Ori hajón Vala az Orici-jal étkezik, és közben elmondja, hogy mindig úgy tervezte, hogy a lányát anyjáról, Adria-ról nevezi el. A lánynak tetszik a név. Evés közben elmondja, hogy az Ori beleszőtte tudását a génjeibe, legalábbis annyit, amennyit emberi agya fel képes fogni. Ő áll az Orihoz legközelebb az emberek közül. Adria elmondja, hogy szerinte az Ősök támadtak először az Orira hitük miatt, és az embereket is azért teremtettek, hogy hitüket elszívva legyőzhessék az Ori-t. Ezért az Ori minden nem nekik behódolót el kell, hogy pusztítson, különben hitük az Ősöket erősíti az Ori ellen.
Közben két Lucian Ha'tak érkezik, és Netan felkészül, hogy vagy megszállja, vagy elpusztítsa az Odüsszeiát. Vala visszatérve szobájába találkozik Daniel-lel. Vala elmondja, hogy az Ori azért használta fel őt emberi, saját tudásukkal felruházott képviselőjük megszülésére, hogy az vezesse seregeiket, így nem avatkoztak bele közvetlenül a galaxisban, s nem szegték meg felemelkedettek szabályait.
Újabb három Ha'tak érkezik az Odüsszeia köré, a bejövő hívásból kiderül, hogy Bra'tac hozta a felmentő sereget. Felszólítják a Lucian szövetséget a megadásra, ám ekkor a két, később jött Lucian hajó tűz alá veszi Netan hajóját. Mielőtt elpusztulna, az Asgard sugárral még ki tudják menekíteni a fogoly Teal'c-et. A két Lucian hajó belép a hiperűrbe, és eltűnik.
Bra'tac üdvözli Teal'c-et, és elmondja, most lokalizálták az Ori hajókat, a Chulak fölött vannak. A három Ha'tak visszaindul az Ori ellen, és csatlakozik hozzájuk, Teal'c, Cameron és Sam is. Ez alatt kisebb Ori vadászrepülők győzik le a Jaffa légi ellenállást, a hajók leszállnak, és az Ori harcosai megkezdik a kivonulást a bolygóra. Daniel a szökést tervezi, de Vala el akarja vinni Adria-t, hogy az Ori ellen fordítva, egy hatalmas fegyver legyen a kezükben.
Sam közben azt tervezi, hogy kihasználva az Ori hajó lövések közötti energiaingadozásait, a transzport gyűrűkkel a hajók fedélzetére atombombát juttasson. Teal'c-ék nem rendelkeznek atommal, de vannak hasonlóan hatásos robbanószereik. Sam úgy véli, hogy a hipertérből való kilépés után minden csatornán szöveget adnának le, hogy ha Daniel még valahol az Ori hajókon van, akkor idejében elmenekülhessen onnan.
Kilépve a hiperűrből, a Jaffa hajók a három Ori hajót lövik, míg az egyik Ha'tak-ot megsemmisítik. Ekkor Bra'tac-ék áttranszportálják az egyik nagy erejű bombát az Ori hajóra. Elpusztul egy újabb Ha'tak, és Teal'c-ék már azt tervezik, hogy hajójukkal az egyik Ori hajóba csapódnak. A Chulakon elkapják Daniel-t, és Adria parancsára lelövik, de Vala kapja a lövést, mikor Jackson elé veti magát. Ezt kihasználva Daniel egy kábító lövéssel kiüti az Orici-t. 
Megjelenik az Odüsszeia, és felsugározzák Bra'tac-éket a fedélzetre, mielőtt Ha'tak-uk az Ori hajóba csapódik, és mindkettő megsemmisül. Daniel-t is kihozzák a Chulak-on lévő hajóról, aki az utolsó pillanatban átöleli Vala-t, így ő is megmenekül.

## Külső hivatkozások
- Epizódismertető a csillagkapu.hu-n
- Stargate Wiki link (angolul)